# 김반굴
김반굴(金盤屈, ?~660년)은 신라의 화랑이며, 황산벌 전투에서 전사하였다. 이 공로로 급찬(級飡)에 추증되었다. 

## 생애
660년(무열왕 7년)에 황산벌 전투에서 아버지 김흠순로부터 “신하가 되어서는 충성이 제일이요, 자식이 되어서는 효도가 제일이다. 위험을 보고 목숨을 바치면 충과 효가 모두 이루어진다."라는 말을 듣고 충효(忠孝)로써 싸움에 임할 것을 맹세하고 홀로 적진에 뛰어 들어 싸우다가 전사하였다. 이 공로로 급찬(級飡)에 추증되었다.

## 김반굴이 등장하는 작품
- 《대왕의 꿈》(KBS, 2012년 ~ 2013년 배우:이광수

## 가족 관계
- 아버지 : 김흠순(金欽純)
- 어머니 : 보단낭주(菩丹娘主)
  - 부인 : 영광부인(令光夫人), 태대각간 김유신(金庾信)의 딸
    - 아들: 김영윤(金令胤)